# Bonnet (Mosa)
Bonnet és un municipi francès situat al departament del Mosa i a la regió del Gran Est. L'any 2007 tenia 215 habitants.

## Demografia

### Població
El 2007 la població de fet de Bonnet era de 215 persones. Hi havia 92 famílies, de les quals 24 eren unipersonals (8 homes vivint sols i 16 dones vivint soles), 28 parelles sense fills, 32 parelles amb fills i 8 famílies monoparentals amb fills.
La població ha evolucionat segons el següent gràfic:
Habitants censats

### Habitatges
El 2007 hi havia 113 habitatges, 90 eren l'habitatge principal de la família, 12 eren segones residències i 10 estaven desocupats. 108 eren cases i 5 eren apartaments. Dels 90 habitatges principals, 78 estaven ocupats pels seus propietaris, 7 estaven llogats i ocupats pels llogaters i 5 estaven cedits a títol gratuït; 1 tenia una cambra, 3 en tenien dues, 11 en tenien tres, 27 en tenien quatre i 49 en tenien cinc o més. 65 habitatges disposaven pel capbaix d'una plaça de pàrquing. A 40 habitatges hi havia un automòbil i a 36 n'hi havia dos o més.

### Piràmide de població
La piràmide de població per edats i sexe el 2009 era:
| Homes | Edats   | Dones |
| ----- | ------- | ----- |
| 0     | 95 o +  | 0     |
| 0     | 90 a 94 | 1     |
| 3     | 85 a 89 | 3     |
| 1     | 80 a 84 | 0     |
| 2     | 75 a 79 | 3     |
| 5     | 70 a 74 | 12    |
| 7     | 65 a 69 | 6     |
| 5     | 60 a 64 | 6     |
| 4     | 55 a 59 | 2     |
| 12    | 50 a 54 | 10    |
| 4     | 45 a 49 | 7     |
| 3     | 40 a 44 | 5     |
| 12    | 35 a 39 | 10    |
| 7     | 30 a 34 | 4     |
| 8     | 25 a 29 | 4     |
| 5     | 20 a 24 | 5     |
| 4     | 15 a 19 | 7     |
| 8     | 10 a 14 | 7     |
| 6     | 5 a 9   | 4     |
| 3     | 0 a 4   | 3     |

## Economia
El 2007 la població en edat de treballar era de 131 persones, 101 eren actives i 30 eren inactives. De les 101 persones actives 96 estaven ocupades (60 homes i 36 dones) i 5 estaven aturades (2 homes i 3 dones). De les 30 persones inactives 11 estaven jubilades, 7 estaven estudiant i 12 estaven classificades com a «altres inactius».

### Ingressos
El 2009 a Bonnet hi havia 89 unitats fiscals que integraven 222 persones, la mediana anual d'ingressos fiscals per persona era de 14.632,5 €.

### Activitats econòmiques
Dels 8 establiments que hi havia el 2007, 2 eren d'empreses extractives, 1 d'una empresa alimentària, 1 d'una empresa de fabricació d'altres productes industrials, 2 d'empreses de construcció, 1 d'una empresa de comerç i reparació d'automòbils i 1 d'una empresa de serveis.
L'únic servei als particulars que hi havia el 2009 era un guixaire pintor.
L'únic establiment comercial que hi havia el 2009 era una fleca.
L'any 2000 a Bonnet hi havia 14 explotacions agrícoles que ocupaven un total de 1.804 hectàrees.

## Poblacions més properes
El següent diagrama mostra les poblacions més properes.